# Josef Martínez (futebolista)
Josef Alexander Martínez Mencia (Valencia, 19 de Maio de 1993) é um futebolista venezuelano que atua como atacante. Atualmente joga no San Jose Earthquakes.

## Carreira

### Caracas
Martínez fez a sua estreia pelo Caracas FC, no dia 21 de agosto de 2010, contra o Estudiantes de Mérida, entrando como substituição aos 70 minutos, o Caracas venceu por 1-0.
Martínez marcou o seu primeiro gol, em um empate de 2-2 contra o Deportivo Petare, no dia 21 de novembro de 2010.

### Young Boys
No dia 3 de janeiro de 2012, o Caracas anunciou a venda de Martínez para o Young Boys da Super Liga Suiça por um período de 4 anos. Ele fez sua estreia no dia 5 de fevereiro contra o Servette FC, onde o Young Boys venceu por 3-1. Após boas performances, Martínez foi chamado para a Seleção Venezuelana de Futebol. E também teve a sua primeira chance sendo titular, no dia 21 de outubro de 2012, onde ele marcou seu primeiro gol pelo clube suíço, com um voleio no minuto 50' contra o Grasshopper Club Zürich.

### Empréstimo para o FC Thun
Após uma temporada na capital suíça, Martínez foi enviado por empréstimo para o Thun. Após marcar 18 gols com o time de Oberland Bernês, por um momento chegou a ser o artilheiro da Super Liga Suíça e foi chamado de volta pelo Young Boys.

### Torino
No dia 7 de junho de 2014, Martínez foi vendido para o clube italiano da Serie A, Torino por €3 milhões, na época, cerca de 9,6 milhões de reais. No dia 31 de julho de 2014, ele fez sua estreia na vitória de 0-3 fora de casa contra o time sueco Brommapojkarna no terceiro round da Europa League 2014-15. Ele fez o seu primeiro gol pelo clube no jogo de volta, no dia 7 de agosto de 2014, vencido por 4-0 em Turim (7-0 no agregado.).
Ele fez sua estreia na Liga Italiana no dia 14 de setembro de 2014, em uma derrota fora de casa por 2-0 para o Sampdoria. No dia 7 de dezembro, ele fez o seu primeiro gol na Serie A, em um empate por 2-2 com o Palermo. Quatro dias depois, ele fez seu primeiro doblete na Liga Europa, no jogo da fase de grupos contra o Copenhague, Martínez foi substituído aos 58' minutos, no jogo que acabou 5-1 para o Torino.
No dia 30 de abril de 2016, ele fez o seu primeiro doblete na Liga Italiana na vitória de 5-1 do Torino sobre a Udinese.
No dia 22 de janeiro de 2017, Martínez fez a sua última aparição pelo Torino, na derrota por 2-0 contra o Bologna, ele entrou somente aos 79' minutos.

### Atlanta United
No dia 2 de fevereiro de 2017, Martínez foi emprestado do Torino para o Atlanta United, da MLS, em um empréstimo com opção de compra. Ele fez sua estreia no dia 5 de março, em uma derrota por 2-1 para o New York Red Bulls, jogando os 90 minutos e levando um cartão amarelo. No jogo seguinte, no dia 12 de março, Martínez fez o seu primeiro Hat Trick da carreira, na vitória sobre o Minnesota United pelo placar de 6-1, Martínez saiu aos 82' minutos.
No jogo seguinte contra o Chicago Fire, no dia 18 de março, Martínez marcou duas vezes na vitória por 4x0 em casa.
No dia 21 de março, o Atlanta United ativou a clausula de compra de Martínez, que legalmente ainda era jogador do Torino, fechando a transferência e agora sendo 100% jogador do Atlanta. Após um belo desempenho em sua chegada aos Estados Unidos, Martínez foi nomeado o jogador do mês de março da MLS em 2017, após ter marcado cinco gols em seus três primeiros jogos.
No dia 23 de março, enquanto jogava pela seleção da Venezuela, contra o Peru, Martínez sofreu uma lesão no quadríceps esquerdo. Após mais de dois meses de recuperação, ele voltou a atuar, mas se machucou novamente logo em seguida. Após o seu segundo retorno, ele já voltou em grande estilo. No seu segundo jogo após recuperção, no dia 17 de junho de 2017, Martínez marcou um gol na vitória de 3-1 do Atlanta sobre o Colombus Crew.
Após 11 jogos desde sua recuperação, Martínez já havia entrado no ritmo, e marcou dois Hat Tricks seguidos, contra o New England Revolution (7-0) e Orlando City (3-3), Martínez acabou fazendo mais dois gols nos 3 jogos seguintes, e foi eleito o Jogador do Mês de setembro da MLS em 2017. O Atlanta United acabou empatado pelo terceiro lugar na Conferência Leste, mas foram eliminados nas oitavas de final dos Playoffs da MLS pelo Colombus Crew no dia 26 de outubro de 2017, por 3-1 nos pênaltis, após 0-0 no tempo regulamentar e prorrogação. Apesar de ter jogado apenas 20 jogos, por conta da lesão, Martínez terminou o seu ano em Atlanta, em quarto lugar na disputa da artilharia, com 20 gols em todas as competições, ele foi nomeado para o Time ideal da MLS na temporada de 2017.
Temporada de 2018
No dia 17 de março, na terceira rodada da MLS, Martínez marcou mais um Hat Trick, o quarto da sua carreira, dessa vez contra o Vancouver Whitecaps do Canadá, na vitória de 4-1.
No dia 2 de junho de 2018, Martínez converteu um pênalti na reta final contra o Philadelphia Union assim anotando o seu quinto hat trick, empatando o recorde da liga, e tendo chego a está marca mais rápido que qualquer outro jogador na história da MLS. No dia 21 de julho, ele fez de novo, pela vigésima segunda rodada da MLS, Martínez converteu mais um Hat Trick, assim se tornando o jogador com mais Hat Tricks na história da MLS, com 6, em apenas 44 jogos. Esse era o quinto jogo consecutivo que Martínez havia balançado as redes, e ele não parou, Martínez chegou a fazer gols em 9 jogos seguidos, 14 gols em 9 jogos no período entre 30 de junho e 24 de agosto. No meio tempo ele foi nomeado o jogador do mês de junho da MLS em 2018, tendo 10 gols, 1 assistência e vencendo 3 de 5 jogos.
Ele foi eleito para o All-Star Game da MLS em 2018, na partida contra a Juventus que acabou no placar de 1-1, com gol dele aos 26' minutos, mas a Juventus venceu por 5-3 nos pênaltis. Martínez foi eleito o MVP da partida.
No dia 24 de agosto de 2018, Martínez marcou o seu 28° gol da temporada, no último lance do jogo entre Atlanta United e Orlando City, onde o gol de Martínez foi o que selou a vitória por 2x1, e assim quebrou o recorde mais gols em uma temporada da MLS, que antes era de Roy Lassiter, Chris Wondolowski, e Bradley Wright-Phillips, cada um com 27 gols. Ele foi nomeado o jogador do mês de agosto da MLS em 2018.
Nos playoffs da MLS em 2018, como estavam no topo da tabela, o Atlanta United já entrou direto nas quartas de final, onde iria enfrentar o New York City FC, no jogo de ida, fora de casa derrotou o NYFC 1-0, e na volta com apoio da torcida, e com dois gols de Martínez, o Atlanta venceu por 3x1, somando 4-1 no agregado e avançando para a semi final.
Na semi final, o Atlanta United enfrentou o NY Red Bulls, no jogo de ida em casa, Martínez fez o seu, e ajudou a equipe na vitória por 3-0, e mesmo perdendo o jogo de volta em Nova Iorque por 1x0, o Atlanta United estava classificado pela primeira vez em sua história para a final da MLS, nomeada de MLS Cup.
Na grande final contra o Portland Timbers, dentro de casa, o Mercedes-Benz Stadium, o maior jogo na carreira de Josef Martínez até aquele ponto, o venezuelano não decepcionou, aos 39' minutos, após saída errada da zaga adversária, a bola sobrou nos pés de Martínez, que limpou o goleiro e mandou pra dentro, fazendo um golaço e comemorando com seu amigo Miguel Almirón. No segundo tempo, aos 54' minutos, em uma batida de falta, a bola foi em direção á Martínez dentro da área, que cabeceou para trás, encontrando Franco Escobar sozinho, que ampliou o placar. Assim o Atlanta United se sagrou campeão pela 1a vez em sua história, tendo Martínez como principal destaque e sendo o artilheiro do time.
Martínez foi eleito, Melhor Jogador de 2018, foi indicado para o Time ideal da MLS da temporada, recebeu a Chuteira de Ouro, após ser o artilheiro do campeonato, uma temporada para se guardar.
Temporada de 2019
No primeiro jogo da temporada, mas dessa vez jogando na Concacaf Champions League, O campeonato que reunia times de toda a América do Norte e Central, e já começava diretamente nas oitavas, o Atlanta United pegou o Herediano da Costa Rica. No dia 22 de fevereiro de 2019, na Costa Rica, o Herediano venceu o Atlanta por 3-1. Precisando de um herói para a classificação no jogo de volta, no dia 28 de fevereiro, Martínez entrou em ação, fazendo dois gols, e ajudando o Atlanta United, que venceu por 4-0 em casa, (5-3 agg) e avançou para as quartas de final.
No dia 3 de março, o Atlanta fazia sua estreia na MLS, onde foi derrotado por 2-0 pelo DC United fora de casa.
No dia 7, também fora de casa, enfrentava o Monterrey do México pelo jogo de ida das quartas de final da Concacaf Champions League, onde foi derrotado por 3-0. Apenas 3 dias depois, o Atlanta United enfrentava o FC Cincinnati pela segunda rodada da MLS, o jogo acabou em 1-1 com gol de Martínez aos 5' minutos. E novamente 3 dias depois, o jogo de volta das quartas, precisando fazer um placar por 3 gols de diferença, o Atlanta United tentou, Martínez chegou a fazer 1-0, mas assim ficou (1-3 agg) e o Atlanta foi eliminado, para o time que viria a ser o campeão.
No dia 5 de maio, Martínez voltou a fazer um doblete, dessa vez contra o Sporting KC na oitava rodada da MLS. No jogo seguinte, contra o Toronto FC, Martínez pela primeira vez em sua carreira deu um doblete, mas dessa vez de assistências, na vitória por 2x0. Do dia 24 de maio, até o dia 23 de agosto, o Atlanta United teve 14 jogos, e Martínez marcou em todos eles, fazendo 19 gols. Com isso ele foi nomeado o jogador do mês de julho da MLS em 2019.
No dia 10 de julho, ainda nessa sequência, com gol de Martínez, o Atlanta United avançou para as semi finais da Copa dos Estados Unidos, após vencer o Saint Louis FC por 2-0. Esse foi o primeiro jogo de Martínez na competição, já que ele não estava sendo relacionado para os jogos de Copa. Após 7 gols em 5 jogos em julho, Martínez foi nomeado o jogador do mês de julho da MLS em 2019.
E em um desses jogos, no dia 14 de agosto de 2019, o Atlanta United enfrentou o América do México, na Campeones Cup, campeonato que reunia o campeão da MLS e da Liga Mexicana do ano anterior, o Atlanta United se sagrou campeão, vencendo por 3-2, com gol do Martínez de pênalti, aos 65' minutos. Ainda nessa sequência ele quebrou o seu recorde pessoal de mais jogos seguidos fazendo gol, anteriormente 9. Mas contando apenas MLS, Martínez continuou e chegou a 15 jogos seguidos marcando, o que é a terceira maior sequência no mundo do futebol, apenas atrás de Lionel Messi (33 gols em 21 jogos) e Tor Henning Hamre (21 gols em 15 jogos).
No dia 27 de agosto de 2019, na final da Copa dos Estados Unidos, Martínez voltou a ser relacionado, e o Atlanta United se sagrou campeão após vitória por 2-1 contra o Minnesota United, esse foi o 4° troféu de Martínez com a camisa do Atlanta United. Na MLS foi nomeado o jogador do mês de agosto da MLS em 2019.
No dia 19 de outubro de 2019, o Atlanta United enfrentava o New England Revolution nas oitavas de final, e venceu por 1-0 e se classificou para as quartas. Onde enfrentou o Philadelphia Union dentro de casa, e com gol de Martínez, o Atlanta United se classificava e alcançava novamente as semi finais do torneio. Mas na semi final, contra o Toronto FC, também dentro de casa, o Atlanta perdeu por 2-1 e estava eliminado do torneio.
Martínez foi indicado para o Time ideal da MLS da temporada, e ficou em 3° lugar na Chuteira de Ouro, ficando atrás de Carlos Vela com 34 gols, Zlatan Ibrahimović com 30, Martínez ficou com 27 gols.
Temporada de 2020
No primeiro jogo da temporada, novamente jogando na Concacaf Champions League, o Atlanta United enfrentou o Motagua da Honduras, no jogo de ida fora de casa, com gol de Martínez os times empataram em 1-1, já no jogo de volta e em casa, o Atlanta venceu por 3-0, com um gol e duas assistências de Martínez, o Atlanta avançou para as quartas de final por mais um ano.
No dia 29 de fevereiro, o Atlanta fazia sua estreia na MLS, contra o Nashville SC, mas nessa partida Martínez sofreu uma lesão de LCA, (em inglês ACL) Lesão do ligamento cruzado anterior, e acabou perdendo todo o ano de 2020.
Temporada de 2021
No primeiro jogo da temporada, novamente jogando na Concacaf Champions League, no dia 6 de abril de 2021, o Atlanta United enfrentou o Alajuelense, da Costa Rica, Martínez entrou em campo aos 67' minutos na vitória por 1-0. No dia 13, o jogo de volta em casa, o Atlanta venceu novamente por 1-0 e mais uma vez avançou as quartas de final, Martínez foi substituído aos 66' minutos. No dia 4 de maio, no jogo de volta das quartas, o Atlanta foi eliminado pelo terceiro ano seguidos nas quartas, dessa vez para o Philadelphia Union (1-4 agg).
Na quarta rodada da MLS, no dia 9 de maio, Martínez voltou a marcar, no empate contra o Inter Miami por 1-1. Nessa temporada o time do Atlanta estava mais fraco e não conseguiu uma boa temporada como em anos anteriores. Em julho de 2021, após voltar da Copa América, foi revelado pelo técnico Gabriel Heinze que Martínez estava treinando sozinho, por motivos desconhecidos. No dia 18 de julho, Heinze foi demitido e Martínez voltou a equipe titular, e jogou sua primeira partida de volta, no dia 21, contra o FC Cincinnati no empate por 1-1. Após isso, nos últimos 17 jogos, Martínez fez 10 gols, e o Atlanta se classificou para os playoffs na quinta posição da Conferência Leste, mas foram eliminados nas oitavas de final por 2-0 pelo New York City FC.
Temporada de 2022
Na estreia da MLS, dentro de casa, o Atlanta United venceu o Sporting KC por 3-1 com uma assistência de Josef. Martínez fez o seu primeiro gol da temporada no dia 13 de março contra o Charlotte FC, na vitória por 2-1, na terceira rodada. Após uma segunda cirurgia no joelho, ele voltou a ser titular no dia 19 de junho, no duelo contra o Inter Miami, na vitória por 1-0, fazendo um gol e dando a assistência para o outro. No fim da temporada, Martínez terminou com 26 jogos, 9 gols e 3 assistências, pela primeira vez desde sua chegada em Atlanta, eles estavam de fora dos playoffs. Martínez recebeu o prêmio de Gol do ano MLS, o gol foi uma bela pintura de bicicleta no jogo contra New England Revolution. Martínez decidiu não renovar com o Atlanta, e deixou o clube após 6 temporadas.

### Inter Miami
No dia 18 de janeiro de 2023, Josef Martínez foi anunciado como novo reforço do Inter Miami CF, time de David Beckham. Josef estreou pelo time da Flórida no dia 25 de fevereiro de 2023, na primeira rodada da MLS, na vitória de 2-0 sobre o CF Montréal, mas foi substituído aos 68' minutos.
O primeiro gol de Martínez pelo time de Miami, vem justamente contra seu ex-time, o Atlanta United. No dia 6 de maio, o Inter Miami venceu o Atlanta United por 2-1. Vindo do banco aos 57' minutos. Josef Martínez abriu o placar aos 58' minutos em uma batida de pênalti, seu segundo gol veio aos 75' minutos após um carrinho para mandar a bola para dentro, chegando assim a marca de 100 gols na MLS.
No dia 8 de maio, o Inter Miami venceu o Charleston Battery por 1-0, o gol saiu em uma tentativa de cruzamento para Martínez, mas o zagueiro acabou fazendo contra, e passou pela fase de 16 avos de final da Copa dos Estados Unidos, avançando as oitavas de final. Nas oitavas de final, o Inter Miami enfrentou o Nashville SC, em jogo único dentro de casa, vencendo por 2-1, e assim avançando para as quartas de final. Nas quartas de final, no dia 7 de junho, o Inter Miami enfrentou a equipe do Birmingham Legion, e acabou avançando por 1-0, vencendo fora de casa. O Inter Miami irá enfrentar o FC Cincinnati pelas semi finais no dia 23 de agosto de 2023.
Também no dia 7, foi anunciado a contratação de Lionel Messi, como reforço do Inter Miami. Segundo fontes, o time da Premier League, Luton Town procurou o jogador, mas Josef decidiu ficar em Miami para ter a chance de jogar com Messi.
Em todo esse período Martínez de 9 jogos, Martínez não marcou, mas no jogo seguinte contra o New England Revolution, no dia 10 de junho, Martínez voltou a marcar, na derrota por 1-3. 
No dia 21 de julho de 2023, Martínez, Messi e a Inter Miami começaram sua campanha na Copa das Ligas, enfrentando o Cruz Azul do México, no primeiro jogo da fase de grupos, e estreia de Lionel Messi, que fez o gol da vitória de falta no último lance do jogo. No dia 25, Martínez e Atlanta voltavam a se encontrar, e novamente Josef saiu vitorioso, Messi e companhia venceram por 4-0, no último jogo da fase de grupos, no El Clásico del Sol, o duelo entre Inter Miami e Orlando City, Martínez voltou a marcar, dessa vez de pênalti aos 50' minutos, 21 minutos depois, aos 71' Martínez matou no peito e tocou para Messi, que não desperdiçou e ampliou o placar. Nas oitavas de final, contra o FC Dallas, a Inter Miami empatou em 4-4 no tempo regulamentar, e avançou por 5-3 nos pênaltis. Nas quartas de final, no dia 11 de agosto, no duelo entre Inter Miami e Charlotte FC, aos 11' minutos, Josef Martínez abriu o placar, novamente de pênalti, a Inter Miami venceu por 4-0 e avançou para as semi finais da Copa das Ligas. 
No dia 15 de agosto, no duelo da semi final entre Inter Miami e Philadelphia Union, com apenas 3' minutos de jogo, Martínez bateu cruzado, fez um golaço e abriu o placar, o jogo acabou em 4-1 para a Inter Miami, que chegou em sua primeira final na história, o duelo entre Inter Miami e Nashville SC, que já haviam se encontrado nas oitavas de final da Copa dos Estados Unidos. No dia 19 de agosto, Inter Miami e Nashville empataram em 1-1 no tempo regulamentar, Martínez foi substituído aos 69' minutos, mas mesmo assim, a Inter Miami se sagrou campeã da primeira edição da Copa das Ligas, liderados por Messi, o time de Beckham levantou seu 1° troféu na história.
No dia 23 de agosto, no duelo da semi final da Copa dos Estados Unidos entre FC Cincinnati e Inter Miami, Miami e Cincinnati empataram em 2x2 no tempo regulamentar. Aos 3' minutos da prorrogação, Josef Martínez marcou, dando assim a liderança provisória, mas aos 114' minutos, Yuya Kubo empatou para o time da casa. Nos pênaltis, a Inter Miami venceu por 5-4, e avançou para a final, onde iriam enfrentar o Houston Dynamo. Em 27 de setembro, na final, sem Messi, o Inter Miami foi derrotado pelo placar de 2-1, tendo seu gol feito por Martínez, perdendo a chance de levantar seu segundo troféu da temporada. No dia 7 de outubro, após derrota de 1-0 para o FC Cincinatti, o Inter Miami estava de fora dos playoffs da MLS.
No fim do ano, foi revelado que Martínez teria seu contrato rescindido com a equipe da Flórida, mesmo tendo sido assinado até o ano de 2028, deixando ele sem clube. Foi especulado que a equipe do Internacional estaria interessada no atacante.

### CF Montréal
Após deixar a Inter Miami no fim de 2023, Martínez assinou com a equipe do CF Montréal no dia 6 de fevereiro de 2024, com um contrato válido até o fim de 2024, mas que inclui a opção de extensão até o fim da temporada de 2025. Já no seu segundo jogo pela equipe, Martínez marcou o seu primeiro gol, na vitória de 2-1 sobre o FC Dallas no dia 2 de março.

### San Jose Earthquakes
Após ficar sem contrato, foi anunciado como reforço do San Jose Earthquakes.

## Seleção Nacional
Martínez fez a sua estreia pela seleção da Venezuela, no dia 7 de agosto de 2011 contra El Salvador, entrando aos 76' minutos, a Venezuela foi derrotada por 2-1.
No seu sexto jogo pela seleção, no dia 22 de maio de 2013, Josef Martínez fez o seu 1° gol na vitória sobre El Salvador por 2-1. Dois jogos depois, Josef voltou a marcar, dessa vez fazendo um gol contra a Bolívia no empate por 2-2 no dia 14 de agosto de 2013. No seu décimo sexto jogo, em 31 de março de 2015, Martínez guardou novamente, dessa vez contra o Peru.
Na Copa América de 2015, passou em branco e a Venezuela foi a lanterna do grupo composto por, Brasil, Peru e Colômbia.
Já na Copa América de 2016, no dia 5 de junho, Martínez fez o gol da vitória da Venezuela sobre a Jamaica, na vitória por 1-0 na estreia da seleção. Ajudou a Venezuela na vitória sobre o Uruguai por 1-0. Na terceira e última partida da fase de grupos, a Venezuela empatou com o México em 1-1, Martínez veio do banco aos 65'. Por ter poucas seleções, as seleções já vão direto para as quartas de final, onde a Venezuela encontrou a Argentina, que chegaria a final daquele ano, a Venezuela foi derrotada por 4-1.
Martínez voltou a marcar, no dia 6 de setembro de 2016, no empate em 2-2 contra a Argentina, Martínez fez um gol, no jogo valido pelas Eliminatórias da Copa. No dia 10 de novembro, também pelas Eliminatórias, Martínez fez o seu primeiro Hat Trick por seleção, contra a Bolívia na vitória por 5-0.
Josef Martínez só voltou a marcar no dia 22 de março de 2019, fazendo um gol, na vitória por 3-1 contra a Argentina.
Na Copa América de 2019, na estreia da seleção, Martínez não jogou no empate por 0-0 com o Peru, mas estreou no empate por 0-0 com o Brasil, no dia 18 de junho. Mas no último jogo da fase de grupos, Martínez entrou aos 73' minutos e fez um gol na vitória de 3-1 sobre a Bolívia, garantindo a Venezuela nas quartas de final. Já nas quartas de final, a Venezuela encontrou novamente a Argentina, e mais uma vez foram derrotados, por 2-0.
Martínez só voltou a marcar quase 3 anos depois, no dia 1 de fevereiro de 2022, Martínez fez o único gol da Venezuela na derrota por 4-1 para o Uruguai. No dia 27 de setembro, Martínez fez um dos quatro gols da Venezuela na vitória por 4-0 contra os Emirados Árabes Unidos, entrando aos 46' minutos do segundo tempo.
Em 2023, no dia 24 de março, Martínez fez um dos dois gols da Venezuela na vitória por 2-1 contra a Arábia Saudita, sendo substituído aos 60' minutos.

## Títulos
Atlanta United
- MLS Cup: 2018
- Conferência Leste: 2018
- US Open Cup: 2019
- Campeones Cup: 2019

Inter Miami
- Leagues Cup: 2023

### Prêmios individuais
- Jogador do mês da MLS: Março de 2017, Setembro de 2017, Julho de 2018, Agosto de 2018, Julho de 2019, Agosto de 2019.
- Best XI da MLS: 2017, 2018, 2019
- Chuteira de Ouro da MLS: 2018
- Jogador Mais Valioso da MLS: 2018
- Gol do Ano da MLS: 2019[6]

### Artilharias
- Major League Soccer de 2018 (31 gols)